# Tweede Divisie
A Tweede Divisie (em português: Segunda Divisão) é uma competição de futebol dos Países Baixos, equivalente a terceira divisão do país e é a última divisão profissional do futebol holandês. A competição, que é organizada pela Real Associação de Futebol dos Países Baixos (KNVB), está abaixo da Eerste Divisie (segunda divisão do futebol holandês) e acima da Derde Divisie (quarta divisão), e cede clubes para essas competições através do sistema de acesso e rebaixamento. Foi criada em 1956, juntamente com a Eredivisie e a Eerste Divisie. Entre 1956 e 1960 e entre 1962 e 1966, a liga era composta de duas divisões, Tweede Divisie A e Tweede Divisie B. O campeonato foi dissolvido em 1971. Seis clubes foram promovidos para Eerste Divisie (De Volewijckers, FC Eindhoven, FC VVV, Fortuna Vlaardingen, PEC e Roda JC), enquanto as outras dez equipes se tornaram clubes amadores. 
A competição foi retomada na temporada 2016/17.

## Campeões da Tweede Divisie
- 1956/1957 -  Leeuwarden - RBC
- 1957/1958 -  ZFC - Heracles
- 1958/1959 -  't Gooi - Go Ahead
- 1959/1960 -  HFC EDO - Be Quick 1887
- 1960/1961 -  HFC Haarlem
- 1961/1962 -  Velox
- 1962/1963 -  VSV - HFC Haarlem
- 1963/1964 -  Alkmaar '54 - NEC
- 1964/1965 -  SC Cambuur - DFC
- 1965/1966 -  Vitesse - FC Den Bosch
- 1966/1967 -  HFC Haarlem
- 1967/1968 -  FC Wageningen
- 1968/1969 -  De Graafschap
- 1969/1970 -  SC Heerenveen
- 1970/1971 -  Volewijckers
- 2016/2017 -  Jong AZ
- 2017–2018 -  Katwijk
- 2018–2019 -  AFC